# Northridge (Los Angeles)
Northridge Los Angeles északi városrésze az USA Kalifornia államában, a San Fernando-völgyben. Lakosainak száma 70 635 fő (2019). . Itt volt az 1994-es Northridge-i földrengés epicentruma.

## Oktatás
Northridge a California State University, Northridge székhelye.